# La Montagne, Loire-Atlantique

La Montagne este o comună în departamentul Loire-Atlantique, Franța. În 2009 avea o populație de 5,997 de locuitori.